# シルクパーティ
シルクパーティは、アジアンシルクをモチーフとしたパーティグッズをふんだんに使用したトークパーティのことである。
シルク製品を随所に散りばめ、効果的な演出を醸し出す事により独特のオリエンタルテイストを満喫できるところに特徴がある。
シルク製品愛好家やスイート気分を出す演出効果の為に利用される。
一部の高級ホテルの演出などに見受けられるが、個人でも大量のシルク製品を調達できれば行える演出である。
方法としては一室をシルク製品で埋め尽くすように飾り、照明を弱めにするというもの。他にシルク製衣料を着込んだだけでシルクパーティとしてしまう者もいるようだが、これはシルクパーティというよりシルクファッションショーである。